# География Забайкальского края
Забайкальский край расположен в восточной части Российской Федерации, в Дальневосточном федеральном округе. В географическом плане, край занимает юго-восток Сибири, чаще именуемый Забайкальем.
Площадь Забайкальского края составляет 431 892 км², что чуть меньше площади таких государств (в отдельности), как Швеция, Марокко или Узбекистан, но больше, чем Япония, Италия или Германия.

## Географическое положение
В географическом положении Забайкальского края можно выделить ряд отрицательных и положительных черт.
Забайкальский край занимает внутриконтинентальное положение и удален от океанов на неодинаковые расстояния. Наиболее близко к краю расположены Охотское и Желтое моря Тихого океана, ближайшее расстояние до них составляет соответственно 850 и 1000 км. Из морей Северного Ледовитого океана ближе всего море Лаптевых, расстояние до которого составляет около 1700 км. Ближайшими к Восточному Забайкалью морями Атлантического океана являются Балтийское, Азовское и Чёрное, удаленные на более чем 5000 км. Все три океана оказывают влияние на климат края, но разной степени.
Регион так же имеет отдаленное положение от столицы России и наиболее развитых регионов (Центр, Поволжье, Урал).
К положительным чертам относится следующее. Прежде всего, это положение региона на пути из Европы и из некоторых стран Азии в Японию, Китай, Корею. Здесь проходит Транссибирская магистраль, БАМ и железные дороги в Монголию и Китай, и также водный путь по Шилке и Аргуни через Амур с выходом в моря Тихого океана. Кроме того, по территории региона проходят воздушные пути внутрироссийского и международного значения.

## Крайние точки и протяженность
Самая северная точка Восточного Забайкалья достигает 58°27' с. ш., и находится на территории Каларского района на границе с Иркутской областью. Самая южная точка расположена на 49°08' с. ш. на территории Кыринского района на границе с Монголией. Наибольшая протяженность с севера на юг у территории региона отмечается на меридиане 117°08' в. д. и достигает почти 1000 км. Самая западная точка (107°45' в. д.) расположена в пределах Красночикойского района, а самая восточная (122°10' в. д.) находится в пределах Тунгиро-Олёкминского района, к востоку от его административного центра посёлка Тупик, на границе с Амурской областью. Наибольшей протяженности с запада на восток территория региона региона достигает чуть севернее параллели 50° с. ш. и составляет немногим более 800 км.
Крайние точки указывают на положение региона в умеренном поясе. На одной широте с Читой находятся такие города, как Оренбург, Брест, Варшава, Амстердам.

## Границы
Внешние границы. На севере Забайкальский край граничит с Иркутской областью (протяженность границы 520 км) и Республикой Саха (Якутия) (200 км), на западе с Республикой Бурятия (самая протяженная граница края — 1700 км), на востоке с Амурской областью (700 км), на юге проходит государственная граница с Монголией (863 км) и Китаем (более 1000 км). Общая протяжённость границ края — около 5000 км.
Внутренние границы. Кроме внешних границ Забайкальский край имеет и внутреннюю границу с Агинским Бурятским округом, длина которой составляет около 850 км.

## Климат
Климат края, как и большей части Восточной Сибири резко континентальный с недостаточным количеством атмосферных осадков.
Зима длительная и суровая, лето короткое и тёплое(иногда жаркое) — сухое в первой половине и влажное во второй. Колебания суточных и годовых температур большое, в некоторых районах годовая амплитуда составляет 94 °C и более. Переходные сезоны(весна и осень) короткие. Средняя температура января составляет −19,7 °С на юге и −37,5 °С на севере. Абсолютный минимум −64 °С — зарегистрирован на прииске имени XI лет Октября в Каларском районе. Средняя температура июля составляет +13 °С на севере до +20,7 °С на юге, абсолютный максимум +42 °С — зарегистрирован в селе Новоцурухайтуй Приаргунского района. Безморозный период составляет в среднем 80—140 дней. Также характерной чертой климата является значительная продолжительность солнечного сияния в год. Так, в Сочи среднегодовое количество часов солнечного сияния составляет 2154 часов, а в Красном Чикое — 2618 часов.
В год выпадает от 300 (на юге) до 600 мм (на севере) осадков, основная их часть выпадает летом и осенью.

## Природные зоны и рельеф
Большое простирание региона с севера на юг обусловило в нём трёх широтных природных зон: таёжной, лесостепной и степной. Оказывает своё влияние на природу Восточного Забайкалья и рельеф, в котором преобладают горы, нагорья и плоскогорья. Высшей точкой здесь является пик БАМ (3073 м) в хребте Кодар, а низшей точкой (292 м) — долина реки Амур на границе с Амурской областью.
Леса
Лесистость составляет 68,3%, лесной фонд 34,1млн га 341тыс км², покрытая лесом 32,65млн га 326,5тыс км² 